# Synandrae
Synandrae is een botanische naam, die gebruikt werd in de rang van orde. Het is een beschrijvende plantennaam. Deze naam, met een Latijnse vorm, komt uit het Grieks en betekent "de planten met samengegroeide meeldraden".
In het Wettstein-systeem werd de volgende omschrijving gehanteerd.
- orde Synandrae
  - familie Brunoniaceae
  - familie Campanulaceae
  - familie Compositae
  - familie Goodeniaceae
  - familie Lobeliaceae
  - familie Stylidiaceae

Tegenwoordig wordt een dergelijke orde aangeduid met de naam Asterales (automatisch gevormd uit de familienaam Asteraceae).